# Phoracantha acanthocera
Phoracantha acanthocera là một loài bọ cánh cứng trong họ Cerambycidae.